# 鼍蜥
侧褶蜥亚科（學名：Gerrhonotinae）是有鱗目蛇蜥科的一個亞科，是一類生存在美洲的蜥蜴。

## 名稱
本亞科物種經常被通稱為鼍蜥（英語：alligator lizard），也译作“鳄蜥”，但會與生存于亞洲的鳄蜥科混淆。

## 分類
本亞科包含了五個屬約57種：
- 侧褶蜥属 Gerrhonotus（七个物种）：又名盾背蜥属
  - 法氏侧褶蜥 Gerrhonotus farri
  - 德克萨斯鼍蜥（英语：Texas alligator lizard） Gerrhonotus infernalis
  - 棕色侧褶蜥（英语：Smooth-headed alligator lizard） Gerrhonotus liocephalus：又名光头鼍蜥
  - 路氏侧褶蜥 Gerrhonotus lugoi
- 树鼍蜥属 Abronia（29个物种）
  - 草绿树鼍蜥（西班牙语：Abronia graminea） Abronia graminea：自然日光下成长时体色为琥珀绿，白炽灯光下饲养体色会变蓝绿－灰色，故也称“蓝树栖鼍蜥”
  - 带纹树鼍蜥（西班牙语：Abronia taeniata） Abronia taeniata：又名横带树鳄蛇蜥
  - 亮丽树鼍蜥（英语：brilliant arboreal alligator lizard） Abronia gaiophantasma：又名亮丽树鳄蛇蜥
- 艾尔蛇蜥属 Elgaria（七个物种）
  - 北鼍蜥（英语：Northern alligator lizard） Elgaria coerulea：分佈于西岸
  - 西马德雷山鼍蜥 Elgaria kingii
  - 南鼍蜥（英语：Southern alligator lizard） Elgaria multicarinata：分佈于西岸
  - 帕纳明特山鼍蜥（英语：Panamint alligator lizard） Elgaria panamintina
  - 侏儒鼍蜥（英语：Pygmy alligator lizard） Elgaria parva）
  - 圣卢卡斯岬鼍蜥（英语：San Lucan alligator lizard） Elgaria paucicarinata
  - 半岛中部鼍蜥（英语：Central Peninsular alligator lizard） Elgaria velazquezi ：下加利福尼亚
- 墨西哥鼍蜥属 Barisia（七个物种）
- 梅萨蛇蜥属 Mesaspis（七个物种）